# Äthiopischer Birr

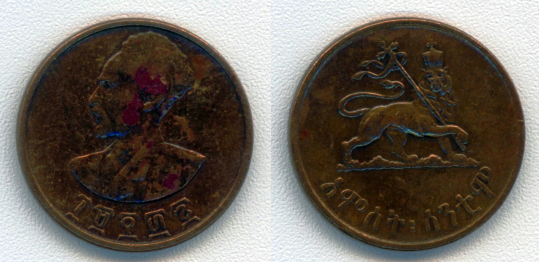
5-Santim-Münze mit dem Porträt Kaiser Haile Selassies, geprägt 1944

Der Birr ist die Währung Äthiopiens. Er wurde 1894 unter Kaiser Menelik II. eingeführt. Ursprünglich war er in 20 Gersh oder 40 Besa unterteilt; ab 1903 in 16 Gersh oder 32 Besa; ab 1933 in 100 Mätonya und seit 1945 in 100 Santim bzw. 100 Cents (Abkürzung: ct.).
Birr (ብር bərr) ist eigentlich das amharische Wort für Silber, und seit seiner Einführung als Landeswährung blieb der Name in der Landessprache unverändert. Im Verkehr mit dem Ausland wurde der Birr jedoch zeitweilig Taler oder (bis 1976) Dollar genannt.
Im Umlauf sind Münzen im Wert von 1 (selten), 5, 10, 25 und 50 Santim, 1 Birr sowie Banknoten zu 1, 5, 10, 50 und 100 Birr. 
Während der offizielle Wechselkurs von der Äthiopischen Nationalbank festgelegt wird, weicht der Preis auf dem Schwarzmarkt für ausländische Währungen (Euro, Dollar), bis zu 25 % davon ab.
2020 wurde eine neue Banknotenserie mit den Werten 10, 50, 100 und 200 Birr ausgegeben.